# Privateer Point
Der Privateer Point (englisch für Freibeuterspitze) ist eine Landspitze auf King George Island im Archipel der Südlichen Shetlandinseln. Sie liegt 3 km westlich des False Round Point am östlichen Ende der Mündung des Drake-Gletschers in die Corsair Bight.
Das UK Antarctic Place-Names Committee benannte sie nach der Profession von Francis Drake (≈1540–1596).